# Вернидубов Іван Васильович
Верниду́бов Іва́н Васи́льович (нар. 4 січня 1951, с. Духанівка, Сумська область) — український політик. Кандидат юридичних наук. Колишній народний депутат України. Член Політради Партії регіонів.

## Життєпис
Народився 4 січня 1951 (с.Духанівка, Конотопський район, Сум. обл.); українець; сини Сергій (1976) і Ярослав (1980) - юристи.

#### Освіта
Путивльське пед. училище (1965–1969), учитель початкових класів; Харківський юридичний інститут (1972–1976), юрист; кандидатська дисертація "Проблеми підтримання державного обвинувачення за законодавством України" (1992).

## Політична діяльність
Народний депутат України 6-го скликання 11.2007-12.2012 від Партії регіонів, № 139 в списку. На час виборів: народний депутат України, член ПР. Член фракції Партії регіонів (з 11.2007). Член Комітету боротьби з організованою злочинністю і корупцією (з 12.2007), голова підкомітету з питань законодавчого забезпечення боротьби з організованою злочинністю і корупцією та імплементації світових антикорупційних стандартів (з 01.2008).
Народний депутат України 5-го скликання 04.2006-11.2007 від Партії регіонів, № 78 в списку. На час виборів: народний депутат України, член ПР. Член фракції Партії регіонів (з 05.2006). Член Комітету з питань боротьби з організованою злочинністю і корупцією (з 07.2006).
Народний депутат України 4-го скликання 04.2002-04.2006, виб. окр. № 224, м.Севастополь, висун. Вибор. блоком політичних партій "За єдину Україну!". За 15.90%, 14 суперн. На час виборів: голова Севастопольської державної податкової адміністрації, член Партії регіонів. член фракції "Єдина Україна" (05.-06.2002), член групи "Європейський вибір" (06.2002-11.2003), член фракції "Регіони України" (11.2003-09.2005), член фракції Партії регіонів "Регіони України" (з 09.2005). Перший заступник голови Комітету з питань боротьби з організованою злочинністю і корупцією (з 06.2002).
08.1969-04.70 - учитель, Успенська СШ. 1970-72 - служба в армії. 1972-76 - студент, Харківський юридичний інститут. 1976-77 - пом. прокурора, 1977-78 - слідчий, Прокуратура Московського району м.Києва. 1978-80 - прокурор слідчого упр., Прокуратура м.Києва. 1980-90 - прокурор Жовтневого району м.Києва. 1990-93 - нач. кримінально-судового відділу, Прокуратура м.Києва. 1993-97 - прокурор міста, Прокуратура м.Севастополя. 1997-08.98 - заст. Ген. прокуратура України, Ген. прокуратура України. 08.1998-99 - заст. прокурора міста, Прокуратура м.Києва. 06.1999-2002 - голова, Державна податкова адміністрація в м.Севастополі.
Довірена особа канд. на пост Президента України В.Януковича в ТВО № 224 (2004-05).
Заслужений юрист України (10.2000). Почес. працівник прокуратури України. Почес. працівник податкової служби України. Державний радник юстиції 3 класу (1993). Держ. радник податкової служби II рангу (1999). Медаль "В пам'ять 1500-річчя м.Києва" (1982). Почесна грамота КМ України (10.2004).
Відзнака «Іменна вогнепальна зброя» (4 січня 2011)
Захопл.: книги, теніс.